# Karim El Ahmadi
Karim El Ahmadi Aroussi (født 27. januar 1985 i Enschede, Holland), er en hollandsk/marokkansk fodboldspiller (defensiv midtbane). Han spiller for Feyenoord i Æresdivisionen.

## Klubkarriere
El Ahmadi startede sin karriere hos FC Twente i sin fødeby Enschede, hvor han var på kontrakt både som ungdomsspiller og i de første fire år af sin seniortid. Efter flere år med gode præstationer blev han i 2008 solgt til Rotterdam-storklubben Feyenoord for en pris på ca. 5 millioner euro.
De følgende fire år spillede El Ahmady som fast mand på Feyenoords hold, inden han i sommeren 2012 blev solgt til Aston Villa i Englands Premier League. I løbet af de to efterfølgende sæsoner spillede han 51 Premier League-kampe for Birmingham-klubben, før han i sommeren 2014 skiftede tilbage til Feyenoord.

## Landshold
Som hollandsk født af marokkanske forældre havde El Ahmady mulighed for at repræsentere både det hollandske og det marokkanske landshold. Han debuterede for Marokko 19. november 2008 i en venskabskamp mod Zambia. Han var en del af den marokkanske trup til VM 2018 i Rusland, og har desuden repræsenteret sit land ved flere udgaver af de afrikanske mesterskaber, Africa Cup of Nations.